# فترة غريبة (فلم 1932)
فترة غريبة (بالإنجليزية: Strange Interlude) فيلم دراما رومانسي أمريكي تم إنتاجه عام 1932 من بطولة كلارك غيبل، نورما شيرر.

## روابط خارجية
- مقالات تستعمل روابط فنية بلا صلة مع ويكي بيانات